# سودخر
سودخر  یا گلائم روستایی کوهستانی دره ای یا تپه ای  از توابع بخش قلندرآباد شهرستان فریمان در استان خراسان رضوی ایران است. آب آن از قنات و محصولات کشاورزی آن بیشتر گندم بصورت دیم است.

## جمعیت170
این روستا در دهستان قلندرآباد قرار دارد و بر اساس سرشماری مرکز آمار ایران در سال ۱۳۹۰، جمعیت آن ۴۳ نفر (۱۲ خانوار) بوده است.